# Umuara pydanieli
Umuara pydanieli är en spindelart som beskrevs av Antonio D. Brescovit 1997. Umuara pydanieli ingår i släktet Umuara och familjen spökspindlar. Inga underarter finns listade i Catalogue of Life.